# Mammalogie

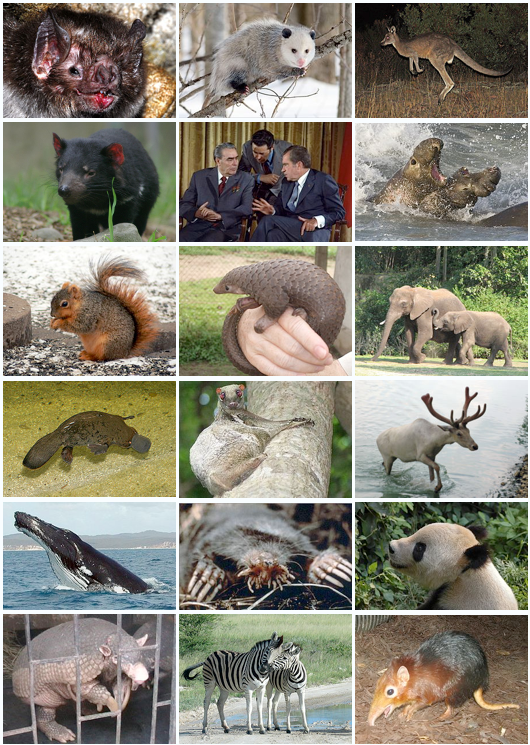
Die Mammalogie befasst sich mit der Erforschung der Säugetiere.

Die Mammalogie, auch Theriologie oder Säugetierkunde, ist die Wissenschaft und Lehre von den Säugetieren (Säugetierkunde) und eine Disziplin der speziellen Zoologie. In der Mammalogie werden Säugetiere (Mammalia), eine Klasse der Wirbeltiere (Vertebrata), sowie deren kennzeichnende Merkmale (Säugen des Nachwuchses mit Milch, Fell aus echten Haaren, Homoiothermie usw.) untersucht. Aufgrund des großen Interesses und der Arten- und Formenvielfalt beinhaltet sie weitere taxonomisch-orientierte Teildisziplinen wie z. B. die Primatologie mit der Anthropologie, die Cetologie, die Hippologie und viele mehr.

## Geschichte
Der Begriff „Mammalogie“ wurde 1820 von dem französischen Naturforscher Anselme Gaëtan Desmarest (1784–1838) eingeführt. Der analoge Begriff der Ornithologie als Vogelkunde war bereits seit dem 16. Jahrhundert in Gebrauch, bei der Mammalogie dauerte die Etablierung allerdings noch etwas länger. Bis in das frühe 20. Jahrhundert wurde Mammalogie nur von wenigen Autoren im französischen und englischen Sprachraum genutzt. 1919 gründete sich in den Vereinigten Staaten die American Society of Mammalogists als Fachgesellschaft zur wissenschaftlichen Untersuchung der Säugetiere und veröffentlichte die vierteljährlich erscheinende Fachzeitschrift Journal of Mammalogy. Einige Jahre später gründete sich 1926 die Deutsche Gesellschaft für Säugetierkunde und gab die Zeitschrift für Säugetierkunde heraus, die diesen Namen bis 2001 trug und dann in Mammalian Biology umbenannt wurde. Seit 1936 erschien die Zeitschrift Mammalia, herausgeben vom Muséum national d’histoire naturelle in Paris, und 1954 gründete sich die Mammal Society in Großbritannien, die ab 1970 die Zeitschrift Mammal Review veröffentlichte.
Die erste Fachgesellschaft in Europa, die den Begriff Mammalogie in ihren Namen aufnahm, war die tschechische Mammaliologické sekce Přírodovědeckého sboru Společnosti Národního Musea am Nationalmuseum in Prag im Jahr 1958. Sie veröffentlichte die Zeitschrift Mammaliologické zprávy/Novitas mammaliologicae. Nová série/Series nova, die 1962 in Lynx umbenannt wurde. Parallel hatte sich der Begriff Theriologie für die Säugetierkunde etabliert, etwa mit der Associazione Teriologica Italiana, die seit 1986 die Zeitschrift Hystrix: Italian Journal of Mammalogy herausgibt.
Vor allem in Osteuropa setzte sich Theriologie bereits früh durch, hauptsächlich aufgrund der seit 1954 erscheinenden Zeitschrift Acta Theriologica (seit 2015 Mammal Research), die vom Institut für Säugetierforschung der Polnischen Akademie der Wissenschaften   herausgegeben wird. Zudem gründete sich in der Sowjetunion die Theriologische Gesellschaft, die nach dem Zerfall der Sowjetunion in 12 Sektionen getrennt wurde. In Russland ist entsprechend seit 1992 die Russische Theriologische Gesellschaft mit dem Russian Journal of Theriology, in der Ukraine seit 1993 die Ukrainische Theriologische Gesellschaft mit der Theriologia Ukrainica und in Litauen seit 1989 die Litauische Theriologische Gesellschaft mit der Theriologia Lituanica aktiv.